# Condado de Cass (Iowa)
El condado de Cass (en inglés: Cass County, Iowa), fundado en 1851, es uno de los 99 condados del estado estadounidense de Iowa. En el año 2000 tenía una población de 14 684 habitantes con una densidad poblacional de 10 personas por km². La sede del condado es Atlantic.

## Geografía
Según la Oficina del Censo, el condado tiene un área total de 1463 km² (564,9 mi²), de la cual 1461 km² (564,1 mi²) es tierra y 3 km² (1,2 mi²) es agua.

### Condados adyacentes
- Condado de Audubon norte
- Condado de Adair este
- Condado de Adams sureste
- Condado de Montgomery suroeste
- Condado de Pottawattamie oeste
- Condado de Shelby noroeste

## Demografía
En el 2000 la renta per cápita promedia del condado era de $32 922, y el ingreso promedio para una familia era de $40 564. El ingreso per cápita para el condado era de $17 067. En 2000 los hombres tenían un ingreso per cápita de $29 736 contra $20 108 para las mujeres. Alrededor del 11,10% de la población estaba bajo el umbral de pobreza nacional.
| 1900   | 1910   | 1920   | 1930   | 1940   | 1950   | 1960   | 1970   | 1980   | 1990   | 2000   |
| ------ | ------ | ------ | ------ | ------ | ------ | ------ | ------ | ------ | ------ | ------ |
| 21 274 | 19 047 | 19 421 | 19 422 | 18 647 | 18 532 | 17 919 | 17 007 | 16 932 | 15 128 | 14 684 |

## Lugares

### Ciudades y pueblos
- Anita
- Atlantic
- Cumberland
- Griswold
- Lewis
- Marne
- Massena
- Wiota

### Principales carreteras
| - Interestatal 80 - U.S. Highway 6 - U.S. Highway 71 - Carretera de Iowa 48 | - Carretera de Iowa 83 - Carretera de Iowa 92 - Carretera de Iowa 148 - Carretera de Iowa 173 |